# 黎国荃
黎国荃（1914年—1966年），男，中国指挥家、小提琴家。

## 生平
1931年就读于杭州艺术专科学校音乐系，习小提琴。毕业后先后担任山东歌剧院管弦乐队首席，重庆广播电台管弦乐队首席，重庆中华交响乐团首席，南京中华交响乐团首席，香港永华电影公司管弦乐队首席、副指挥，华北人民文工团音乐部部长、指挥，北京人民艺术剧院管弦乐团团长、指挥，中央戏剧学院附属歌舞剧院（即后来的中央实验歌剧院、中央歌剧舞剧院）管弦乐团团长、指挥。1964年任中央歌剧舞剧院副院长、首席指挥。
文化大革命开始后，黎国荃被以“日本特务”的名义批斗，后于1966年8月26日自杀身亡。